# Bernardo d'Armagnac, conte di Pardiac
Bernardo d'Armagnac in francese: Bernard de Pardiac (29 marzo 1400 – 4 maggio 1462) è stato un nobile francese, fu conte di Pardiac dal 1418, poi visconte di Carlat dal (1435, Conte di la Marche e di Castres dal 1438, ed infine duca di Nemours dal 1461, alla sua morte.

## Origine
Bernardo, secondo Pierre de Guibours, detto Père Anselme de Sainte-Marie o più brevemente Père Anselme, era il figlio maschio secondogenito del Conte di Rodez, conte d'Armagnac e di Fezensac, conte di Charolais e visconte di Lomagne e d'Auvillar, Bernardo VII (1360 circa -† 1418) e della signora di Faucigny, Bona di Berry (1362 circa- 1435), che, sia secondo i Documens historiques et généalogiques sur les familles et les hommes remarquables du Rouergue, che secondo Père Anselme, era la figlia terzogenita del duca di Berry e d'Alvernia e conte di Poitiers e Montpensier, Giovanni di Francia (1340 † 1416) e della prima moglie Giovanna d'Armagnac (24 giugno 1346-1387).
Bernardo VII d'Armagnac, sia secondo i Documens historiques et généalogiques sur les familles et les hommes remarquables du Rouergue, che secondo Père Anselme, era il figlio maschio secondogenito del Conte di Rodez, conte d'Armagnac e di Fezensac, conte di Charolais e visconte di Lomagne e d'Auvillar, Giovanni II (1333 -† 1384) e di Giovanna di Périgord (1345 circa-dopo il 7 Maggio 1366), figlia di Ruggero Bernardo, Conte di Périgord e della moglie, Eleonora d1 Vendôme.

## Biografia
Sua madre, Bona di Berry, era al suo secondo matrimonio; in prime nozze aveva sposato il conte di Savoia, d'Aosta, Moriana e Nizza, Amedeo VII detto il Conte Rosso, dal quale aveva avuto tre figli:
- Amedeo (Chambéry, 4 settembre 1383 - Ginevra, 7 gennaio 1451), futuro conte di Savoia, ricordato nel testamento del padre[12], che sposò Maria di Borgogna, poi ricordato nel testamento della madre[13]
- Bona (11 ottobre 1388 - Castello di Stupinigi, 4 marzo 1432), ricordata nel testamento del padre[12], andata sposa nel 1403 a Ludovico di Savoia-Acaia, principe del Piemonte (1364 – 1418), poi ricordata nel testamento della madre[13]
- Giovanna (1392 - 1460), andata sposa nel 1411 a Gian Giacomo Paleologo (1395 – 1445), marchese del Monferrato[14], poi ricordata nel testamento della madre[13].

Nel 1418, Bernardo rimase orfano di padre: il 12 giugno, in assenza del duca di Borgogna che era andato a caccia nelle sue terre, a Parigi, esplose una sollevazione, capeggiata dal boia, Capeluche, che andò a prelevare gli Armagnacchi prigionieri e ne uccise circa 1600, tra cui parecchie donne; tra coloro che furono trucidati vi era anche il connestabile Bernardo VII d'Armagnac, il cui corpo fu trascinato per le vie di Parigi (solo dopo il ritorno di Carlo VII a Parigi, nel 1437, i suoi figli poterono celebrare il Rito funebre di Bernardo, i cui resti furono sepolti nella Cattedrale di Auch, accanto ai suoi predecessori).
A Bernardo VII succedette, nei titoli e possedimenti, il figlio maschio primogenito, Giovanni; a Bernardo andò la contea di Pardiac.
Secondo il documento nº 5212 dei Titres de la maison ducale de Bourbon, par m. Huillard-Bréholles, il 1º luglio del 1424, sua madre, Bona nominò Amaury de Séverac (Amaury de Séverac maréchal de France), quale suo rappresentante per concordare il matrimonio tra Bernardo ed Eleonora di Borbone-La Marche.
Bernardo aveva ottenuto anche la viscontea di Murat; infatti nel documento nº 5215, datato 4 settembre 1424, dei Titres de la maison ducale de Bourbon, par m. Huillard-Bréholles, si cita anche come visconte di Murat (Bernard d’Armagnac comte de Pardiac, vicomte de Carlat et de Murat); con questo documento, Bernardo si impegnava a sposare Eleonora di Borbone-La Marche, assicurando il suo futuro suocero, Giacomo II di Borbone-La Marche, re d'Ungheria, re di Gerusalemme, re di Sicilia, Conte di la Marche e di Castres (Eléonore fille de Jacques roi de Hongrie, de Jérusalem et de Sicile, comte de la Marche et de Castres) di rinunciare ad ogni pretesa sulla contea di Boulogne (sur la succession de la comtesse de Boulogne).
Sua madre, Bona rinunciò alla signoria di Faucigny a favore del suo fratellastro, suo figlio primogenito, il conte di Savoia, Amedeo, nel 1427.
Bernardo prese parte alla Battaglia di Patay del 1429
Secondo il documento nº 5372 dei Titres de la maison ducale de Bourbon, par m. Huillard-Bréholles, il 18 settembre 1430, sua madre, Bona (Bonne de Berry comtesse d’Armaganc et de Rhodes vicomtesse de Carlades, veuve de Bernard comte d’Armagnac et Rhodes) fece testamento, lasciando come erede della viscontea di Carlat Bernardo (son fils Bernard d’Armagac comte de Pardiac), stabilendo dei lasciti per gli altri figli ancora in vita.
Suo suocero, Giacomo II di Borbone-La Marche, nel 1432, lo delegò a governare tutti i suoi possedimenti, che aveva in Francia, e nel 1435, lo autorizzò ad usare il titolo di Conte di la Marche e di Castres.
Sua madre, Bona morì a Carlat, il 30 dicembre 1435 e fu sepolta nel convento dei cappuccini di Rodez. e Bernardo divenne visconte di Carlat.
Alla morte del suocero, il 24 settembre 1438, sua moglie Eleonora ereditò il titolo di Contessa di la Marche e di Castres.
Nel 1441, Bernardo venne nominato governatore del Limosino.
Dopo la morte, avvenuta, nel 1441, della regina di Navarra e duchessa di Nemours, Bianca, zia di sua moglie Eleonora, il ducato di Nemours era ritornato alla corona di Francia, e, nel 1442, Bernardo a nome della moglie, iniziò a richiedere che il ducato venisse assegnato alla sua famiglia, che ottenne in via provvisoria, nel 1446.
Bernardo e la moglie Eleonora ottennero formalmente il ducato di Nemours ed il titolo di Paria di Francia, con lettera datata 3 aprile 1461, registrato al parlamento il 19 giugno 1462 e poi confermato ai loro nipoti il 2 agosto 1484.
Bernardo morì il 4 maggio 1462. In tutti i suoi titoli gli succedette il figlio primogenito, Giacomo.

## Matrimonio e discendenza
Bernardo, nel 1429, aveva sposato Eleonora di Borbone-La Marche, figlia del Conte di la Marche, Giacomo II di Borbone-La Marche, che fu anche re d'Ungheria, re di Gerusalemme, re di Sicilia e di Beatrice, principessa di Navarra, che era la figlia quartogenita del re di Navarra, conte d'Évreux e duca di Nemours, Carlo III di Navarra detto il Nobile, e di Eleonora Enriquez.
Bernardo da Eleonora ebbe tre figli:
- Giacomo (1437 - 1477), duca di Nemours, paria di Francia, Conte di la Marche e di Castres[23];
- Giovanni ( † dopo il 1493), vescovo di Castres, fu implicato col fratello, Giacomo, con l'accusa di tradimento e dovette rifugiarsi a Roma e poté rientrare in Francia solo dopo la morte del re Luigi XI[23]
- Bona ( † dopo il 1450).

## Ascendenza
|                                           |                                |                                                | Genitori                                            |  |  | Nonni |  |  | Bisnonni                                |  |  | Trisnonni                         |  |
|                                           |                                |                                                |                                                     |  |  |       |  |  | 8. Giovanni I, conte d'Armagnac e Rodez |  |  | 16. Bernardo VI, conte d'Armagnac |  |
|                                           |                                |                                                |                                                     |  |  |       |  |  | 8. Giovanni I, conte d'Armagnac e Rodez |  |  | 16. Bernardo VI, conte d'Armagnac |  |
|                                           |                                | 17. Cecilia, contessa di Rodez                 |                                                     |  |  |       |  |  | 8. Giovanni I, conte d'Armagnac e Rodez |  |  |                                   |  |
| 4. Giovanni II, conte d'Armagnac e Rodez  |                                |                                                |                                                     |  |  |       |  |  | 8. Giovanni I, conte d'Armagnac e Rodez |  |  |                                   |  |
|                                           |                                | 9. Beatrice di Charolais                       | 18. Giovanni, signore di Charolais                  |  |  |       |  |  |                                         |  |  |                                   |  |
|                                           |                                | 9. Beatrice di Charolais                       | 18. Giovanni, signore di Charolais                  |  |  |       |  |  |                                         |  |  |                                   |  |
|                                           |                                | 9. Beatrice di Charolais                       | 19. Giovanna di Dargies                             |  |  |       |  |  |                                         |  |  |                                   |  |
| 2. Bernardo VII, conte d'Armagnac e Rodez |                                | 9. Beatrice di Charolais                       |                                                     |  |  |       |  |  |                                         |  |  |                                   |  |
|                                           |                                | 10. Ruggero Bernardo, conte di Périgord        | 20. Elia IX, conte di Périgord                      |  |  |       |  |  |                                         |  |  |                                   |  |
|                                           |                                | 10. Ruggero Bernardo, conte di Périgord        | 20. Elia IX, conte di Périgord                      |  |  |       |  |  |                                         |  |  |                                   |  |
|                                           |                                | 10. Ruggero Bernardo, conte di Périgord        | 21. Brunissenda di Foix                             |  |  |       |  |  |                                         |  |  |                                   |  |
| 5. Giovanna di Périgord                   |                                | 10. Ruggero Bernardo, conte di Périgord        |                                                     |  |  |       |  |  |                                         |  |  |                                   |  |
|                                           |                                | 11. Eleonora di Vendôme                        | 22. Burcardo VI, conte di Vendôme                   |  |  |       |  |  |                                         |  |  |                                   |  |
|                                           |                                | 11. Eleonora di Vendôme                        | 22. Burcardo VI, conte di Vendôme                   |  |  |       |  |  |                                         |  |  |                                   |  |
|                                           |                                | 11. Eleonora di Vendôme                        | 23. Alice di Bretagna                               |  |  |       |  |  |                                         |  |  |                                   |  |
| 1. Bernardo d'Armagnac, conte di Pardiac  |                                | 11. Eleonora di Vendôme                        |                                                     |  |  |       |  |  |                                         |  |  |                                   |  |
|                                           | 12. Giovanni II, re di Francia | 24. Filippo VI, re di Francia                  |                                                     |  |  |       |  |  |                                         |  |  |                                   |  |
|                                           | 12. Giovanni II, re di Francia | 24. Filippo VI, re di Francia                  |                                                     |  |  |       |  |  |                                         |  |  |                                   |  |
|                                           | 12. Giovanni II, re di Francia | 25. Giovanna di Borgogna                       |                                                     |  |  |       |  |  |                                         |  |  |                                   |  |
| 6. Giovanni, duca di Berry                | 12. Giovanni II, re di Francia |                                                |                                                     |  |  |       |  |  |                                         |  |  |                                   |  |
|                                           |                                | 13. Bona di Lussemburgo                        | 26. Giovanni I, re di Boemia e conte di Lussemburgo |  |  |       |  |  |                                         |  |  |                                   |  |
|                                           |                                | 13. Bona di Lussemburgo                        | 26. Giovanni I, re di Boemia e conte di Lussemburgo |  |  |       |  |  |                                         |  |  |                                   |  |
|                                           |                                | 13. Bona di Lussemburgo                        | 27. Elisabetta di Boemia                            |  |  |       |  |  |                                         |  |  |                                   |  |
| 3. Bona di Berry                          |                                | 13. Bona di Lussemburgo                        |                                                     |  |  |       |  |  |                                         |  |  |                                   |  |
|                                           |                                | 14. Giovanni I, conte d'Armagnac e Rodez (= 8) | 28. Bernardo VI, conte d'Armagnac (= 16)            |  |  |       |  |  |                                         |  |  |                                   |  |
|                                           |                                | 14. Giovanni I, conte d'Armagnac e Rodez (= 8) | 28. Bernardo VI, conte d'Armagnac (= 16)            |  |  |       |  |  |                                         |  |  |                                   |  |
|                                           |                                | 14. Giovanni I, conte d'Armagnac e Rodez (= 8) | 29. Cecilia, contessa di Rodez (= 17)               |  |  |       |  |  |                                         |  |  |                                   |  |
| 7. Giovanna d'Armagnac                    |                                | 14. Giovanni I, conte d'Armagnac e Rodez (= 8) |                                                     |  |  |       |  |  |                                         |  |  |                                   |  |
|                                           |                                | 15. Beatrice di Charolais (= 9)                | 30. Giovanni, signore di Charolais (= 18)           |  |  |       |  |  |                                         |  |  |                                   |  |
|                                           |                                | 15. Beatrice di Charolais (= 9)                | 30. Giovanni, signore di Charolais (= 18)           |  |  |       |  |  |                                         |  |  |                                   |  |
|                                           |                                | 15. Beatrice di Charolais (= 9)                | 31. Giovanna di Dargies (= 19)                      |  |  |       |  |  |                                         |  |  |                                   |  |
|                                           |                                | 15. Beatrice di Charolais (= 9)                |                                                     |  |  |       |  |  |                                         |  |  |                                   |  |

### Fonti primarie
- (FR)  Histoire généalogique et chronologique de la maison royale de France, tomus I.
- (FR)  Histoire généalogique et chronologique de la maison royale de France, tomus III.
- (FR)  Documens historiques et généalogiques sur les familles et les hommes remarquables du Rouergue.
- (LA)  (FR)  Titres de la maison ducale de Bourbon, tome premier

### Letteratura storiografica
- A. Coville, Armagnacchi e Borgognoni (1380-1422), in Storia del mondo medievale, vol. VI, 1999, pp. 642–672.